# Đông Chinh vương
Lý Lực hay Đông Chinh vương là hoàng tử thứ ba của Lý Thái Tổ, vị vua sáng lập nên triều đại nhà Lý. Trên Lý Lực là người anh cả Lý Phật Mã tức Lý Thái Tông và anh thứ hai Khai Quốc Vương Lý Long Bồ.
Lý Lực từng nhiều lần cầm quân dẹp loạn ở vùng biên giới phía bắc lập chiến công hiển hách. Ông cũng tham gia loạn tam vương mưu lật đổ Thái Tông sau khi Lý Thái Tổ băng hà và kết cục thất bại phải bỏ chạy khỏi Kinh thành Thăng Long. Sau khi dẹp được loạn Tam vương, Lý Thái Tông đã xuống chiếu tha cho Đông Chinh vương và ông chú là Dực Thánh vương khi họ tới cửa cung khuyết xin chịu tội và được phục hồi tước cũ.
Hiện ngày tháng năm sinh và thời gian qua đời chưa được xác định rõ ràng. Chỉ biết năm ông được phong tước Đông Chinh Vương vào năm 1018.
Ông được thờ phụng, tôn thờ là thành hoàng làng tại làng Cổ Nhuế, Từ Liêm và làng Trúng Đích, xã Hạ Mỗ, huyện Đan Phượng, Hà Nội.